# Врана Конти
Врана Конти (ум. 1458) — итальянский дворянин, получивший титул графа от короля Неаполя Альфонса Великодушного, впоследствии ставший одним из ближайших сподвижников и лучших военачальников албанского князя Георгия Кастриоти (Скандербега).

## Предыстория
Георгий Кастриоти (по-турецки — Скандербег), сын князя Гьона Кастриоти, был вассалом Османской империи и служил командиром в турецкой тяжелой кавалерии (сипахи). После поражения турок-османов в битве под Нишом (ноябрь 1443) Скандербег с отрядом из 300 албанцев бежал из османских владений на родину. В ноябре 1443 года он захватил замок Крую, провозгласил себя главой княжества Кастриоти и поднял восстание против османского владычества.
В марте 1444 года в приморском городе Лежа, принадлежавшем венецианцам, состоялся съезд албанских феодалов под руководством Скандербега. На съезде присутствовали Георгий Арианити, Стефан Черноевич, Пал и Николай Дукаджини, Лека Захария, Пётр Спани, Андрей Топия, Георгий Стреши Балшич и другие. Албанские лидеры создали так называемую Лежскую лигу, военно-политический альянс, направленный против турок-османов. Скандербег был избран главой и главнокомандующим лиги.

## Биография
Происхождение Врана Конти достоверно не известно.
Врана служил неаполитанскому королю Альфонску Великодушному, который в награду пожаловал ему графский титул. В 1442 году он поступил на службу к Скандербегу. Врана описывался как человек с большим авторитетом и опытом, а также отмечались его разум и суждение. Он стал одним из лучших соратников и помощников Скандербега.
29 июня 1444 года Врана Конти, командуя резервом из трёх тысяч человек, сыграл важную роль в разгроме в битве при Торвиолли османской армии под предводительством Али-паши (от 25 до 40 тысяч). В сражении турки-османы потеряли убитыми от 8 до 22 тысяч, 2 тысячи из них были взяты в плен.
В мае-ноябре 1450 года Врана Конти, назначенный Скандербегом губернатором Круи, руководил вместе с ним обороной крепости от 100-тысячной турецкой армии под командованием султана Мурада II. Албанцы отразили три главных штурма противника, который понёс большие людские потери во время осады. Султан даже предложил Вране Конти взятку в размере 300 тысяч акче и высокое командирское звание в османской армии, но он отказался. В целях поднятия боевого духа Врана обращался к защитникам крепости на албанском и итальянском языках.
После поражения турок под Круей Скандербег передал во владение Варне Конти область Мати.
В июле 1455 года под командованием Скандербега Врана Конти участвовал в неудачной осаде войсками Лежской лиги города Берата, захваченного турками-османами. Во время осады Скандербег потерял более пяти тысяч воинов.
В 1458 году Врана скончался в преклонном возрасте. Он был женат на Марии Зардани, дочери Павла Задрани и Феодоры Музаки. Согласно турецкому историку Иналджику, он имел сына, который, возможно, служил писцом при османском военачальнике Заганос-паше.